# Кашмау
Кашмау (баш. Ҡашмау) — это головной убор башкирского национального костюма. Кашмау носили замужние женщины. Он представлял собой шапочку с небольшим отверстием на макушке со спускавшейся на спину неширокой лентой-наспинником. Эта лента должна была полностью прикрывать косы женщины на спине. Этот головной убор украшался монетками, подвесками, кораллами и различными бусинками. Кашмау мог быть красного, бордового или коричневого цвета.
Кашмау был особенно популярен в XIX веке на Юге и Юго-Западе Башкирии. В то же время, кашмау носили и в западной части исторического Башкортостана. Об этом свидетельствует документ 1742 года, где упоминается о платеже оброка (в виде лошадей, овец, доспехов и кашмау) башкирами-байларцами старшине башкир-енейцев: В 1742 г. «башкир д. Салтангуловой (Старое Султангулово) Байлярской волости Салтангул Сырметев с тов. обвинял старшину Енейской волости Ермухамета Ибраева в сходстве из Казанскаго уезду, в сборе з башкирцев лошадей, 40 овец, пансырей (защитные доспехи), кажбовов (кашмау — женский головной убор, украшенный кораллами) и в бое башкирцев и назывании себя воеводою» в западе исторического Башкортостана.
В XX веке кашмау считался праздничным головным убором и его могли носить женщины из зажиточных семей.
Кашмау часто используется в костюмах фольклорных коллективов и является символом башкирской одежды.
Назначение и особенности национального головного убора достаточно подробно описаны в этнографической литературе. И сейчас на современных башкирских свадьбах используется как фольклорный элемент надевание кашмау на невесту после бракосочетания.

## Фотогалерея
- Современная башкирская свадьба. Надевается кашмау на невесту после бракосочетания